# Головацький Петро Федорович
Петро Федорович Головацький (16 липня 1821, с. Чепелі, нині Бродівський район, Львівська область — 26 вересня 1853, с. Пістинь, нині Косівський район) — український журналіст, перекладач, педагог, громадсько-освітній діяч. Брат Якова Головацького.

## Життєпис
Народився 16 липня 1821 року у с. Чепелі (Королівство Галичини та Володимирії, Австрійська імперія, нині Бродівський район, Львівська область, Україна). Батько — Теодор Головацький, греко-католицький священник. 
Закінчив три класи німецькомовної домініканської нормальної школи у Львові (1829-1832). Потім навчався у Львівській академічній гімназії (1832-1834, 1836, після 1839 до 1843), польськомовній Тернопільській гімназії єзуїтів (1832-1834, після перерви до 1839), німецькомовній Чернівецькій гімназії (вересень 1843, вересень 1844-березень 1845, де закінчив курс філософії). Восени 1846 року склав іспит з вищої виховної науки (педагогіки) та іспит на право викладати філософію в гімназії. 
Від жовтня 1843 року працював гувернером у Чернівцях. З жовтня 1848 року працював співробітником редакції газета «Зоря Галицька». Брав участь у Соборі руських учених 19-26 жовтня 1848 року у Львові. 
У січні 1849 року склав іспит на звання професора гімназійного вчителя загальної історії у Львівському університеті.  Від осені 1849 року працював суплентом (заступник учителя) загальної історії в гімназії в Тернополі. Влітку 1853 року отримав призначення на посаду дійсного вчителя загальної історії в гімназії у Тернополі.
Поклав початок перекладам творів Миколи Гоголя українською мовою, зокрема в 1850 році здійснив (під криптонімом П. Д. Ф. Г-ий) перший україномовний переклад роману Тарас Бульба.

## Літературна спадщина
- Основа землеписи и денній (друга і третя частини) - рукописна праця Головацького з коротким викладом всесвітньої історії від занепаду Західної Римської імперії (476 р.) до Віденського конгресу (1819 р.)[5]

## Переклади українською
- Николай Гоголь. Тарас Бульба: Повесть из запорожской старины. На галицко-рускій язык переведена П. Д. Ф. Г-им [Головацьким]. Львов: Изд. И. Федорович. Тип. Ставропиг. Института, 1850. 172 стор.[6][7]

- (перевидання) Микола Гоголь. Тарас Бульба: Повесть из запорожской старины. На галицко-русскій язык переведена П. Д. Ф. Г-им [Головацьким]. Коломия: Черенками и накладом М. Білоуса. 1910. 181 стор. (2-ге вид.)